# 东山生态园
东山生态园，位于新疆维吾尔自治区乌鲁木齐市天山区虹桥路17号，是乌鲁木齐市民政局下属的乌鲁木齐市殡葬服务中心管辖的公墓。

## 简介
东山生态园与水磨沟风景区仅隔一条路，占地3900余亩，是中国西北地区目前最大的生态园。东山生态园是乌鲁木齐市民政局直属的国有事业单位，也是乌鲁木齐市唯一由政府划定的非穆斯林公墓。
东山生态园原名“东山公墓”，形成于19世纪中叶。1950年代，经乌鲁木齐市人民政府批准，纳入民政部门管理。
1991年在乌鲁木齐市人民政府号召下，对荒山进行了绿化改造。1992年时，东山公墓管理站只有两间平房作为办公室，全是土房子，仅有5个工作人员，除了殡葬服务外，主要工作就是种树，其他时间还要刻碑、描字、漆棺材。当时东山公墓远离乌鲁木齐市区，完全是土葬区，坟茔漫山遍野，东山公墓管理站被戏称为“仰脸公社伸腿大队”。1993年，乌鲁木齐市开始推行骨灰公墓，东山公墓决定迁移已有的土葬公墓，以便规划出更多的骨灰公墓用地。1994年，东山公墓开始设立骨灰公墓。当时，东山公墓管理站一边安排土葬，一边借鉴中国内地的经验试行骨灰公墓。但由于民众思想保守，最初的一两年内，安葬在骨灰公墓的亡者一年只有数十个。
2000年，乌鲁木齐市禁止土葬，东山公墓及乌鲁木齐城区内其他无规划的自然坟区开始迁坟。东山公墓将零散的土坟逐个归整到成行成列的水泥公墓群中。从1992年到2013年，东山公墓（东山生态园）已迁五、六万座坟。到2013年，老坟区改造面积已达1/3，尚有占地面积近1400平方米的数万座土葬坟墓待迁移。这里本来是缺水地区，种树很难成活。但经过20年的奋斗，到2013年，东山生态园的绿化覆盖面积已达2000亩，占全园总面积的78.9%。
2004年，东山生态园聘请上海同济大学开展整体规划。工程计划分为三期，准备用5年建成现代化山地生态陵园。2008年，东山生态园二期工程基本结束。已建成牌坊、停车场等项目并投入使用，道路、绿化获得很大改善。2010年，东山生态园三期建设工程启动。
到2013年时，东山生态园拥有专门的办公楼，50多位有不同分工的工作人员，墓区里安装了监控录像，还配有保洁员及保安人员。根据规划，一条环城公路将从原来的土葬公墓区穿过，那时东山生态园将被圈入城市。

## 苏军无名战士纪念碑
2010年5月，根据乌鲁木齐市城市规划与棚户区改造建设要求，依照中华人民共和国同俄罗斯联邦签订的协议，天山区人民政府对大湾南路以北片区的俄罗斯墓地的三座苏联红军集体墓进行挖掘，将79具苏联红军战士遗骸迁出，在获得俄罗斯国防部的有关许可后，迁至东山生态园重新安葬，同时确定将兴建苏军无名战士纪念碑。
2011年11月15日，东山生态园的苏军无名战士纪念碑揭幕，陪伴79名安葬于此的苏联红军战士。 当天，俄罗斯驻华大使馆一秘、三秘，新疆维吾尔自治区外办、新疆维吾尔自治区民政厅、乌鲁木齐市有关部门领导，以及居住在乌鲁木齐市的部分俄罗斯族群众共同来到东山生态园，俄罗斯驻华大使馆公使衔参赞陶米恒与乌鲁木齐市副市长马雪峰共同为刻有“为中国人民牺牲的俄罗斯英雄们永垂不朽”碑文的苏军无名战士纪念碑揭幕。陶米恒表示：“我代表俄罗斯驻华大使馆感谢中国朋友们，感谢大家在墓地迁移工作中的辛勤付出。这是俄中两国关系高水平发展的又一次证明。” 马雪峰代表乌鲁木齐市人民政府及乌鲁木齐市各族人民，向为中国人民自由而牺牲的79名苏联红军战士表示哀悼和敬意。
这批苏联红军战士是1934年为援助盛世才而由苏联政府派到新疆。1933年，中华民国新疆省发生“四一二”政变，金树仁下台，此后出现盛世才、马仲英、张培元三方争夺新疆省大权的斗争。1934年，为了稳定新疆省政权，新疆省临时督办盛世才派出外交官到苏联求援，苏联政府派出苏联红军一个团约2000人的兵力，从新疆省塔城巴克图边卡开到塔城，换上中国军队的军装，在1934年2月抵达迪化（今乌鲁木齐）。苏联红军首役大败，死伤不少，后来依靠增援部队及重武器、装甲车突破了马仲英的防线，解了迪化之围。此战之后，部分阵亡的苏联红军官兵被集体安葬在迪化的俄罗斯墓地，即位于大湾南路的苏联红军集体墓址。